# A szebeni fiúk (regény)
A szebeni fiúk Lengyel Balázs 1952-ben írt, az Ifjúsági Kiadó által megjelentetett ifjúsági, történelmi regénye. A mű azóta számtalan kiadást élt meg – többek között – a Móra Ferenc Könyvkiadó gondozásában.

## Kiadásai
- A szebeni fiúk; Ifjúsági, Bp., 1952 (Hazáért és szabadságért)
- A szebeni fiúk. Regény; átdolg., bőv.; Ifjúsági, Bp., 1956 (Ifjúsági kiskönyvtár)

## Történet
|  | Alább a cselekmény részletei következnek! |

- Játék – veszélyekkel

1848. szeptember 26-án szebeni gyerekek becsapták a Puchner-gárdistákat, és kiszöktek a városból. Erdőaljára indultak, a legkedvesebb játszóhelyükre. Az öt fiú először ipiapacsozott, majd bigézni kezdtek. Mégis a legfontosabb esemény ezen a napon az lett, hogy két fiú – Elekes Pali és Czinege Bódi – összebarátkoztak.
- A pincevár

A gyerekek egy elhagyott borospincét akartak átalakítani búvóhelynek. A pince romos állapotban volt, nehéznek ígérkezett a rendbe tétele. Nádra, téglára, szögekre, drótra, mészre volt szükségük a felújításhoz. Közben Nagyszebenben egyre nőtt a császári katonaság létszáma. Egy eldőlt puska és egy kokárda bajt hozott Palira és a barátjára, de egy nemzetőr kapitány a segítségükre sietett. Elekes Pali meghívta magukhoz Czinege Bódit, ahol a két fiú belecsöppent a felnőttek beszélgetésébe, akik éppen a forradalom óta eltelt eseményekről vitatkoztak.

„Kellett nektek jobbágyfelszabadítás, meg kellett Erdélyt egyesíteni Magyarországgal. No, most megkaptátok! Eszitek, amit főztetek. A szász is el akar szakadni, no meg a román is. Őfelsége V. Ferdinánd mind őket támogatja. Miért? Mert mi kezdtük el a rebelliót.”

– Samu bácsi véleménye – részlet a regényből Móra Ferenc Könyvkiadó, 1974 (38. oldal)

Uzsonna után arról folyt a szó, hogy vajon:

„Mire készül a szebeni generális? Kiindul-e ő is a magyarok ellen, mint Jellasics a Dunántúlon? Nyugtalanul, aggodalmasan latolgatták az elkövetkezőket. Mi lesz itt? Mindenki hadra készül, s a magyarság fegyvertelen.”

– Részlet a regényből (41. oldal)

Bethlen Olivér másnap reggel Kolozsvárra utazott, mert magyar nemzetőrként egyre veszélyesebbé vált a helyzete Nagyszebenben. A fiúk elhatározták, hogy zászlót is szereznek a csapatuknak.
- A gyertyaöntő műhelyben

Czinege Mózes műhelyében a mester új mézeskalácsformán dolgozott. A szebeni városházát faragta, miközben elmesélte a fiának az épület történetét. Később Mózes Binder Rudival (a rokonukkal) gyertyák öntésébe kezdett, sebesen töltögették a viaszt a kanócokra. Rudi (akinek az édesanyja magyar, az apja szász volt) szerint:

„...a szászok, a románok egyre átkozzák őket. Nálunk a céhben azt mondják, hogy ők maguknak akarnak mindent, nekünk meg semmit, s hogy a császár ugyanazt adná nekünk is, mint nekik, ha ők hagynák. Alkotmányt, önállóságot!”

– Részlet a regényből (47. oldal)

Később Pintye Miska egy nagy köteg fűzfavesszővel a hátán érkezett meg Bódiékhoz. Korábban a várukban a tetőt már rendbe hozták, kisepregették a pincét, most egy ágyat fabrikáltak a botokból, gallyakból.
- Menekültek érkeznek

Kisenyedről menekült rokonok érkeztek a szolgáikkal Elekesékhez. A saját falujukban románok támadtak rájuk, akik korábban fegyverkeztek, fenyegetőztek. Aztán a lázadók falvakat gyújtottak fel, magyarokat mészároltak le. Elekesné unokahúgát, Borbála asszonyt lándzsaszúrás érte a fején, Némethyné férjét megölték, Anikót (Borbála lányát) fiúruhába öltöztetve mentették meg a csőcseléktől. Anikó Palinak mesélte el a szörnyűségeket, és azt is, hogy egy vén román pásztornak köszönhették az életüket, aki rejtekutakon vezette el őket a Küküllőig. A lány elmondta még, hogy egy napja semmit sem ettek. A seborvos összevarrta a sérült nő fején a vágást, Némethyné arra figyelmeztette az orvost, hogy hamarosan sok dolga lesz. Pali Czinege Bódiékhoz készült, amikor összefutottak a  Hermann téren. Látták, hogy rengeteg sérültet hoztak katonák által kísért kocsikon Örvényszékesről, Vesződről, Mihályfalváról és Csanádról. Elekesék arra készültek, hogy egy óriási kondérban ebédet főzzenek a menekülteknek. Pali és a barátai segítségére siettek a felnőtteknek, Anikót is befogadták maguk közé a csapatba.
- Menteni a menthetőt

Némethyné – nem találván a helyét – elköszönt Elekeséktől. Közvetlenül ezután a szállásrekviráló bizottság lefoglalta Paliék lakásának nagy részét. A család a konyha mögötti kis szobába szorult vissza, ide próbálták megmenteni a berendezési tárgyaik egy részét a katonák elől. Két tisztet és 20 katonát szállásoltak be hozzájuk. Felmerült a kérdés, hogy hová menekítsék az értékeiket. Pali és Anikó egy titkos rejtekhelyet ajánlottak, aminek a pontos helyét nem árulhatták el a felnőtteknek. Este egy-egy batyuval indultak el a gyerekek a hátsó udvaron keresztül az elhagyott borospince felé. Többször is fordultak, amikor összefutottak a többiekkel: Bódi, Sanyika, Karcsi is a családjuk értékeit mentették ide a beszállásolók elől. Karcsi anyukáját egy osztrák tiszt még pofon is vágta, amikor a nő a gyermekei ágyát próbálta megvédeni  a katonáktól. Eljött a november, amikor a bakák arról beszélgettek, hogy a lázadó magyarokra kötél vár, Kolozsvárt már elfoglalták a császári csapatok, és hamarosan Pest ellen vonulnak.
- A vár lakója

Karácsonykor Pintye Miska egy vaskályhát hozott a várba, és a füstelvezetést is megoldotta. Rácz Laci strázsamester és Sándor Pista összekaptak a közkatonájuk – a kis Mihályka – egzecíroztatásán. István később egy újságból felolvasott egy Petőfi-versrészletet (Tiszteljétek a közkatonákat!), mellyel a maga igazát akarta megerősíteni. Anikó piros-fehér-zöld zászlót hímzett, újévre kész is lett vele. Némethyné tojásárusként visszatért Nagyszebenbe, az asszony valójában Bem apó számára kémkedett. Hírt hozott arról, hogy a lengyel tábornok hamarosan kiűzi a császáriakat Erdélyből. Katonák érkeztek a házba, akik idegenek és eldugott fegyverek után kutattak. Némethyné bajba került, mert nem voltak úti okmányai. A gyerekek segítettek az asszonynak elrejtőzni. Míg Anikó hangosan, mozsárban süvegcukrot tört, hogy elvonja az őrtálló katona figyelmét, addig Pali kimentette az asszonyt a pincevárukba. A felderítőnő először tartott a dohos, hideg pincétől, de amikor meglátta a meleg, berendezett helyiséget, megkönnyebbült. Mesélt a gyerekeknek arról, hogy Erdély fele már felszabadult, Szeben az ellenség főhadiszállása, és elárulta, hogy ő azért jött ide, hogy kifürkéssze az osztrákok titkait.
- A nagy terv

1849. január végén az osztrák csapatok nagy része elvonult Vízakna felé. A városban élők az egyik napon ágyúszóra ébredtek, de egy idő múlva a csatazaj egyre messzebbről hallatszott. A császári katonaság visszatért Szebenbe. Pali népszerűsége közben csökkent a fiúcsapatban. Február közepe táján Némethyné visszatért Pintyéékhez az alsóvárosba. Az asszony beszámolt a hadieseményekről: az ellenség hátrál, bár Bem is visszavonult Déváig, de piski hídnál megfordult a háború sorsa. Megindultak a székelyek is, egyre nő a lengyel tábornok serege, aki hol Urbánnal, hol Puchnerrel csatázik. Fontos lett volna megtudni, hogy mire készül a Nagyszebenbe szorult osztrák sereg. A főtisztek lakhelye közel esett Karcsiékhoz. Február 27-én csatába indult az ellenség, március 4-én már vissza is tértek: megtépázva, sebesültekkel teli szekerekkel. Bem Segesvárra húzódott vissza, közeledett a döntő, végső elszámolás a két sereg között. A fiúk elhatározták, titokban kifürkészik az ellenség tisztjeit, vakmerő lépésre szánták el magukat. Miután Némethyné elment, a fiatalok végrehajtották azt, amit korábban elterveztek. Úgy tettek, mintha dióért mentek volna fel a padlásra, és közben - egy keresztbe tett létra segítségével - átmásztak a szemközt lévő épület tetőterébe.
- Mit beszéltek a tisztek?

A gyerekek egy pici résen keresztül leláttak a nagyszobára, ahol két tiszt vacsorázott, s akik közben németül beszélgettek egymással. A felderítők első próbálkozását nem kísérte szerencse, semmi lényeges dolgot nem tudtak meg az osztrák haditervről. Másnap újra próbálkoztak, ekkor már Anikó is velük tartott. Friedrich adjutáns és őrnagya párbeszédéből kiderült, hogy a magyar csapatokat teljesen bekerítik, ha a váratlan és meglepetésszerű támadást sikerül végrehajtaniuk. A császáriak Segesvár közelébe Szentágotán át Fogaras felől jutnak, míg Bem Vízakna felé, a Nagy-Küküllő völgyében helyezi el az ágyúit. Az osztrák őrnagy még a támadás pontos időpontját is megnevezte. A fiúk eleget hallottak, visszaindultak a szemben lévő épület felé, amikor baj történt: Pali rálépett egy dióra, ami nagyot reccsent a csizmája alatt. A tisztek meghallották a zajt, és azonnal riadót fúvattak. Bódi feláldozta a többiekért magát, lerohant, hagyta, hogy elfogják, és azt hazudta, hogy ő csak az elveszett sünét kereste. A fiú a vallatás során egy-két pofont is elszenvedett, de állta a sarat. Pali szégyellte, hogy ő okozta a bajt, és sajnálta a barátját. Miután a csapat (nagy része) visszajutott a padlásra, megvitatták, hogy mi a teendő. Pali és Miska elviszik a hírt a két napi járóföldre lévő Bemnek Segesvárra, a többiek mindent megtesznek azért, hogy Bódi kiszabaduljon.
- Hírvivő úton

Bódi apja, Czinege Mózes is értesült arról, hogy mi történt a gyermekével. Anikó úgy intézte Pali szüleinél, hogy a fiú távolléte ne tűnjön fel nekik. Hajnalban Pál Miskával együtt álruhában lopakodott ki a városból. Az enyhe télutói napon Vízakna felé csak pár emberrel találkoztak. A város közvetlen közelében azonban összefutottak egy bizonytalankodó katonával, aki ökröket terelt. Segítettek az ökörhajcsárnak, így minden baj nélkül bejutottak a városba. Vízakna tele volt útnak induló katonasággal. A település végén az őrségnél kis híján bajba kerültek, de szerencsésen kivágták magukat. Ezután a falvakat és a nagyobb helységeket kikerülték, ha őrjárat közeledett, elbújtak előlük. Hamarosan a Nagyküküllő mentén haladtak, Kiskapus közelében a háború szörnyűséges nyomaira bukkantak.
Estefelé szállást kerestek, egy román gazda istállójában meghálhattak. Éjszaka császári katonák verték fel őket, a két fiú menekülni kényszerült. Miska lába megsérült, de sikerült egérutat nyerniük. Tovább gyalogoltak a sötétben, a folyó nyomvonalát követve. Egy elhagyottnak tűnő kis erdei házban aludtak egy keveset, de mivel lövések zajára ébredtek, innen is tovább kellett állniuk. Hajnalban két román pásztor tüzénél melegedtek meg egy kicsit, a két jóember még Miska sebének ellátásában is segített. A két hírvivő vánszorogva, botorkálva, de elérte Segesvárt. Magyar katonáknak köszönhetően, egy szekér saroglyájába bújva jutottak be a gyerekek a városba.
- Bem apónál

A fiúk azonnal a főhadiszállást keresték, Bem tábornokkal szerettek volna beszélni. A káplár, aki segített nekik bejutni a városba, figyelmeztette őket, hogy a fővezérhez nem olyan könnyű bejutni. Ezért Pali Bethlen Olivér, nemzetőrkapitány után tudakozódott. A korábbi nemzetőr, aki mostanra már honvéd őrnagy lett, alig akart hinni a fülének, amikor a gyerekek elmondták neki, hogy mi járatban vannak. Bem tábornok - amikor a hírvivők keresték - éppen Czeczcel, a vezérkari főnökével veszekedett - franciául. Az előszobában Paliék egy nyurga, barna hajú fiatalemberrel találkoztak. Később megtudták, hogy ez a katonatiszt a Talpra magyar és a Szeptember végén szerzője, Petőfi Sándor volt. A dolgozószobában apróra kifaggatták a gyerekeket: először Pali mesélte el részletesen, hogy mit terveznek az osztrákok, utána Miskával is újramondatták a történteket. Bem elgondolkodva egy térképet tanulmányozott, majd megköszönte a derék, bátor gyerekeknek a fontos információkat. Olivér szállásán bőségesen ellátták a fiúkat étellel, itallal. Egy katonaorvos ellátta Miska lábát, majd a fáradt legények a kemence mögött nyugovóra tértek. Bem serege útnak indult, Olivér egy őrmester gondjaira bízta a szebeni küldötteket, majd búcsúzáskor egy papírlapot adott át nekik. A lapról Petőfi - számukra - dedikált költeményét, a Csatában címűt olvasták fel meghatottan Paliék.
- A hadicsel

A fiúkat hamarosan szekérre ültették, Miskát két katona vitte ölben a szénából készített kuckóba. Este lámpavilágnál vonultak, nem tudták, hogy merre. Másnap reggel Kiskapus előtt álltak, délután Nagyselykre értek, ekkor ágyúszót hallottak a távolból. Miska már tűrhetően járt, amikor ismerős vidékre értek, leszálltak a szekérről, és egy hegytetőről nézték a Nagyszebennél folyó csatát. Szuronyroham, ágyúdörgés, lovasattak zajlott le a szemük előtt, látták, hogyan lett az alsóváros a magyaroké, a városkapunál folyt a harc, amikor a felügyeletükkel megbízott őrmester rájuk talált, és visszaparancsolta őket a lovaskocsikhoz.

„Beérkeztek az alsóvárosba. Lassú iramban vonultak befelé. Itt már nem lehetett sietni. Át a Cibin-folyón, fel a bástyákon keresztül a tulajdonképpeni városba. Az alsóvárosban, a Teréz-árvaház mellett üszkösen füstölögtek a házak, de lángjuk már nem volt. Gyújtógolyóval felgyújtották a tüzérek, mert a honvédek nem láttak rohamozni. A bástyánál a nagy, vasveretes városkapu sarkából kifordulva hevert az útszélen.”

– Részlet a regényből (186. oldal)

A Korniss-házban a lakók újra birtokba vették az osztrákok által lelakott szobákat. Amikor a fiúk hazatértek, akkor kitörő, sírós-nevetős örömmel fogadták őket a háziak. A gyerekek elmondták - többször is - a velük történteket, majd farkasétvággyal estek neki az eléjük tett ételeknek. Megtudták, hogy Bódit Bethlen Olivér szabadította ki. A császári csapatokat teljesen kiverték a városból, Bem másnap reggel hadi felvonulást rendezett Szebenben. Az ellenség lőportárát, összes tartalékát, raktárát elfoglalták a magyarok, Puchnernek ezután nem maradt több esélye, hogy Erdélyben maradjon. A megmaradt császári és cári csapatokkal Havasalföldre szorult ki, a szabadságharc ellen ezután már cselekvően nem vett részt.
A hadi felvonulásra a „szebeni fiúkat” is meghívták, a gyerekek - Bódival együtt - izgatottan készültek erre, a várukból kihozott zászló alatt vonultak fel, Anikó is velük tartott.
| A győzelmi felvonulás | A győzelmi felvonulás |
| --- | --------------------- |
| Hogy a toronyóra tízet ütött, elindult a menet. Elöl lóháton egy csapat tiszt ment, fényes egyenruhában, aranygallérral, érdemrenddel a mellükön. Utánuk a vörös csákós huszárok indultak, vidáman, büszkén ülték meg ficánkoló lovukat, mosolyogva szalutáltak, köszöntgettek az éljenzésekre. Most jött a híres 11. honvédzászlóalj, amely énekelve rohamozta meg Szeben kapuját. Majd lóháton, hátrakötött ujjú mentében a lengyel légió. Utánuk a bécsi diákok kis csapata. Gyalog, fekete szalonruhában, fekete bársonysapkában. Az utcára kimerészkedett szászok ámuldozva pillantgattak rájuk. Nehezen ment a fejükbe, hogy ezek a német diákok meg a lengyelek is a magyarok oldalára álltak. Kék sapkás honvédek és a székely szabadcsapatok követték a diákokat. Milyen kis sereg ez. Igazából csak most tűnt ki. Bem kedvencei: az ágyúk előtt indultak útnak a fiúk. Bizony izgatottak voltak. Elvonulnak a tábornok előtt. Látja őket az egész utca, mindenki, aki összefutott, hogy a győztes sereget ünnepelje. Legszívesebben szétugranának, s eltűnnének a nézők között. De tudták, hogy ennek mégis meg kell lennie. Ha a tábornok kéri tőlük. Kettős sorba álltak. Anikó tartotta a zászlót, mellette ment Bódi. Utána második párként Pali Miskával. S aztán tovább, sorban a többiek. Sándor Pista Rácz Lacival, Barabás Mihálykával s legvégén Karcsi, kézen fogva a kis Sanyikával. Így indultak. A menet a Disznódi utcán vonult végig. Bem a Korniss-házzal szemben, a Római Császár fogadó előtt várakozott kíséretével. Ahogy közeledtek, a fiúk szívdobogva, kíváncsian tekintettek rá. Látni akarták, ameddig csak lehet. Meg akarták nézni maguknak, hogy emlékezzenek rá, hogy emlékezzenek, ameddig csak élnek. Bem lovon ült. A kantárt jobbjában tartotta, sebesült bal keze lila színű selyemkendőbe volt burkolva. Vörös zsinóros, barna honvédatillát viselt, fölötte szürke katonaköpönyeget, kiforduló vörös béléssel. Derűs tekintete végigsiklott a csapaton, aztán jobbját felemelve intett nekik. Anikó meghajtotta a zászlót. Bem arcát elöntötte valami melegség. Elmosolyodott, de inkább csak a szeme körül. Tört magyarsággal kiáltotta: – Éljenek a mi fiaink! Dörgő éljen válaszolt rá. A gyerekek csak most néztek szét. Az ablakok utca hosszat nyitva álltak. Még a félénk szászoké is. Mindenki őket nézte. Az utca telis-tele volt kipirult, boldog arcokkal. A gyalogjáróról integettek, kendőket lobogtattak feléjük. Nekik, nekik szólt most az ünneplés, az éljen. |                       |

|  | Itt a vége a cselekmény részletezésének! |

## Szereplők
- Elekes Pali
- Czinege Bódi
- Pintye Miska
- Rácz Laci
- Sándor Pista
- Karcsi
- Sanyika, Karcsi öccse
- Mihályka
- Bem apó
- Czecz János vezérőrnagy, Bem vezérkari főnöke
- Petőfi Sándor
- Bethlen Olivér, nemzetőrtiszt
- Elekesné, Krisztina
- Elekes Dávid, Pali apja
- Samu bácsi, Hermina néni (Pali rokonai)
- Czinege Mózes gyertyaöntő és mézeskalácsos
- Binder Rudi, Bódi nagybátyja
- Benedekné, Borbála, Elekesné unokahúga
- Anikó, Borbála lánya
- Némethyné, menekült
- Friedrich adjutáns
- osztrák őrnagy
- 2 román pásztor

## Feldolgozások
A regényből 1953-ban rádiójáték készült, a színpadi változatot 1998-ban mutatták be először.

## Fordításai
A könyv német nyelvű fordítása Die Jungen von Hermannstadt címen olvasható.